# The ConstruKction of Light
The ConstruKction of Light je dvanácté studiové album britské rockové skupiny King Crimson. Bylo vydáno v květnu 2000 (viz 2000 v hudbě) a v britském žebříčku se umístilo nejlépe na 129. místě.

## Popis alba a jeho historie
Po ukončení turné v roce 1996 k albu THRAK se King Crimson odmlčeli. Jedním z důvodů byl problém tzv. „dvojitého tria“, kdy bylo obtížné, aby se všech šest členů bydlících ve Spojeném království i v USA sešlo dohromady a začalo vytvářet další materiál. Proto se kapela rozpadla do dílčích projektů (tzv. fraKtalizace), které v menším počtu hudebníků samostatně koncertovaly a psali nové skladby. Během této doby ukončil s King Crimson spolupráci Bill Bruford a také Tony Levin se začal věnovat hraní s jinými hudebníky. Tím byla skupina zmenšena na čtyři osoby, které v roce 1999 postupně začali tvořit nové album The ConstruKction of Light.
Deska svým stylem částečně navazuje na předchozí THRAK, zvuk se však místy tvrdší a metalovější a také elektroničtější. The ConstruKction of Light obsahuje celkem 11 skladeb, většinou instrumentálních. Na albu se nachází čtvrtá část (sama rozdělená na tři stopy) skladby „Larks' Tongues in Aspic“ navazující na první dvě části z roku 1973 a třetí část z roku 1984. „FraKctured“ je skladba „Fracture“ z alba Starless and Bible Black (1974), nově přepracovaná a upravená pro současnou skupinu. Poslední písní na desce je „Heaven and Earth“, kterou King Crimson nahráli v rámci svého vedlejšího projektu nazvaného „ProjeKct X“ pro album Heaven and Earth nahrávané souběžně s The ConstruKction of Light.

## Seznam skladeb
Všechny skladby napsal(i) Adrian Belew, Robert Fripp, Trey Gunn a Pat Mastelotto. 
| Pořadí         | Název                                               | Délka |
| -------------- | --------------------------------------------------- | ----- |
| 1.             | ProzaKc Blues                                       | 5:28  |
| 2.             | The ConstruKction of Light (Part 1)                 | 5:49  |
| 3.             | The ConstruKction of Light (Part 2)                 | 2:50  |
| 4.             | Into the Frying Pan                                 | 6:54  |
| 5.             | FraKctured                                          | 9:06  |
| 6.             | The World's My Oyster Soup Kitchen Floor Wax Museum | 6:24  |
| 7.             | Larks' Tongues in Aspic (Part IV) (Part 1)          | 3:41  |
| 8.             | Larks' Tongues in Aspic (Part IV) (Part 2)          | 2:50  |
| 9.             | Larks' Tongues in Aspic (Part IV) (Part 3)          | 2:36  |
| 10.            | Coda: I Have a Dream                                | 4:51  |
| 11.            | Heaven and Earth (jako ProjeKct X)                  | 7:46  |
| Celková délka: | Celková délka:                                      | 58:18 |

## Obsazení
- King Crimson
  - Adrian Belew – zpěv, kytara
  - Robert Fripp – kytara
  - Trey Gunn – Warr guitar
  - Pat Mastelotto – bicí